# Event Horizon – Am Rande des Universums
Event Horizon – Am Rande des Universums ist ein Science-Fiction- und Horrorfilm aus dem Jahr 1997 von Regisseur Paul W. S. Anderson. Hauptdarsteller sind Laurence Fishburne und Sam Neill. Der Film startete am 15. Januar 1998 in den deutschen Kinos.

## Handlung
Im Jahr 2047 bricht das Bergungsraumschiff Lewis & Clark zu einer geheimen Rettungsmission in der Nähe des Planeten Neptun auf. Der mitgereiste Wissenschaftler Dr. Weir erläutert erst nach der Ankunft Captain Miller und dessen Mannschaft das Ziel des Unternehmens: Sie sollen die Event Horizon (deutsch: Ereignishorizont) bergen, ein seit dem Jahr 2040 verschollenes Raumschiff, das die Grenzen des Sonnensystems erforschen sollte und über einen neuartigen Antrieb verfügt, der ein künstliches Schwarzes Loch erzeugt und dem Schiff dadurch ermöglicht, den Weltraum quasi mit Überlichtgeschwindigkeit zu durchqueren.
Die Mannschaft entdeckt die verschollene Event Horizon in der Umlaufbahn des Neptun treibend. Beim Scan nach Überlebenden finden sich unerklärliche Biosignale: nicht lokalisierbare unbestimmte Mikroreste von Lebensformen, die über das ganze Raumschiff verteilt sind. Ein Bergungsteam geht an Bord und findet das Schiff verlassen vor. Bald stellt sich heraus, dass alle Besatzungsmitglieder tot sind; offensichtlich haben sie sich gegenseitig getötet. Das defekte Videologbuch des Schiffes wird wiederhergestellt, in einer kurzen beschädigten Videosequenz sieht man erst Startvorbereitungen, eine Stellungnahme des Kommandanten zur Forschungsmission und plötzlich sich gegenseitig zerfleischende Besatzungsmitglieder.
Nach und nach kommt die Besatzung der Lewis & Clark dem Geheimnis der Event Horizon auf die Spur und sieht sich mehr und mehr mit ihren eigenen Ängsten konfrontiert. Nachdem die ersten Besatzungsmitglieder von grauenhaften Visionen in den Tod getrieben worden sind und die Lewis & Clark durch einen Sabotageakt zerstört worden ist, erkennt Weir, dass die Event Horizon durch das Schwarze Loch in eine andere Dimension geflogen ist, die chaotisch und voller Gewalt ist. Dort wurde sie auf unerklärliche Weise transformiert, in eine Art intelligentes, bösartiges Wesen, das die Fähigkeit hat, die schlimmsten Ängste aller Menschen an Bord real werden zu lassen. 
Captain Miller wird von erwachten Erinnerungen an einen Untergebenen gequält, den er vor Jahren in einem brennenden Schiff zurücklassen musste, um die restliche Besatzung zu retten. Er versucht nun, die Event Horizon zu zerstören. Obwohl Weir, der von dem Raumschiff inzwischen völlig vereinnahmt wurde und nicht mehr Herr seiner selbst ist, ihn davon abhalten will, kann der hintere Teil des Schiffes, auf dem sich der Gravitationsantrieb befindet, abgesprengt werden, und fliegt daraufhin durch das von Weir kurz davor geöffnete Schwarze Loch. Lieutenant Starck kann mit zwei Besatzungsmitgliedern im Vorderteil des Schiffes entkommen und wird nach einer Rückreise von 72 Tagen durch eine Rettungsmannschaft geborgen.
Ein Mitglied dieser Rettungsmannschaft öffnet sein Helmvisier, und darunter sieht man das grauenhaft mit geometrischen Schnitten entstellte Narbengesicht von Dr. Weir, allerdings in der Form, wie es nur Captain Miller auf dem Maschinendeck wirklich gesehen hat. Dies stellt sich jedoch als Alptraum heraus, aus dem Starck kurz darauf erwacht, woraufhin die wirkliche Rettungsmannschaft zu sehen ist. Während Cooper versucht, Starck zu beruhigen, schließt sich die Luke zum Bergungsschiff.

## Nachwirkungen
Um eine NC-17-Freigabe (ab 18 Jahren), die große Einschränkungen in der Kinoauswertung mit sich gebracht hätte, zu verhindern, mussten in der Postproduktion viele Szenen geschnitten werden. Ein Großteil dieser geschnittenen Szenen ist vernichtet worden. Die übrigen finden sich als Bonusmaterial auf der Special-Edition-DVD. Die deutsche FSK-16-Fassung entspricht der amerikanischen R-Rated-Kinofassung, die unter 17-Jährigen den Kinobesuch nur in Begleitung eines Erwachsenen gestattet.
Für den Hauptdarsteller Laurence Fishburne war der Film ein wichtiger Schritt in seiner Filmkarriere: Er half ihm unter anderem, die Rolle des „Morpheus“ in Matrix zu bekommen.
Einige spätere Produktionen zeigen Anspielungen auf den oder Ähnlichkeit zum Film Event Horizon: Im Computerspiel F.E.A.R. aus dem Jahr 2005 finden sich vereinzelt Zeitschriften mit der Meldung „Event Horizon found“. Das Computerspiel Mass Effect aus dem Jahr 2007 übernimmt viele Handlungselemente aus dem Film wie beispielsweise das mit Leben erfüllte Raumschiff (die Sovereign) und die Wurmlochtheorie zur Fortbewegung im All. Sogar der Hauptantrieb des durch den Spieler befehligten Raumschiffs (die Normandy) sieht dem Hauptantrieb der Event Horizon mehr als ähnlich. Das 2008 erschienene Computerspiel Dead Space hat darüber hinaus eine ähnliche Handlung wie Event Horizon. Auch hier wird ein vermisstes Raumschiff gesucht, auf dem sich anscheinend eine Katastrophe ereignet hat.
Einzelne kurze Sequenzen, wie eine Frontalaufnahme des brennenden Dr. Weir, wurden nur drei Monate nach Premiere des Films in einer Folge (4. Staffel, Folge 10: Gewalttätige Gedanken) der auch von Paramount Pictures produzierten Serie Star Trek: Raumschiff Voyager verwendet.

## Trivia
In dem Film kommt eine lateinische Fehlübersetzung vor: Der Kapitän der Event Horizon ruft in der Funknachricht liberate tutemet ex inferis, was in den englischen Untertiteln mit „save yourself from hell“ übersetzt wird. Die lateinische Formulierung ist allerdings grammatikalisch inkorrekt, denn „liberate“ (rettet) ist Plural, „tutemet“ (eine seltene, überbetonte Form für dich) jedoch Singular. Es müsste also heißen libera temet (rette dich) oder liberate vosmet (rettet euch).
Die architektonische Vorlage für die Event Horizon soll laut DVD-Kommentar die Pariser Kathedrale Notre Dame gewesen sein. Der Name des Raumschiffes Event Horizon (deutsch: Ereignishorizont) bezieht sich auf die Stelle der Umgebung eines schwarzen Loches, ab der seine Gravitationskraft so groß wird, dass selbst das Licht dieser Kraft nicht mehr entkommen kann und vom Schwarzen Loch vollständig verschlungen wird. Die Lewis & Clark ist nach Meriwether Lewis und William Clark, den Anführern der Lewis-und-Clark-Expedition, benannt, die Anfang des 19. Jahrhunderts das damals noch unbekannte Gebiet Nordamerikas von den Rocky Mountains bis zur Pazifikküste erkundete. Die Raumkrümmung, die im Film mittels des gefalteten Blatt Papiers dargestellt wurde, beruht auf der sogenannten Einstein-Rosen-Brücke (siehe Wurmloch) und ist eine physikalische Theorie.

## Kritiken
„Science-Fiction-Horror-Thriller, der seine guten Ideen nicht zu einem überzeugenden Ganzen zu bündeln versteht und zudem in seinen vielen Genrezitaten nicht auf spekulative Versatzstücke verzichtet.“

„Ein Hoch auf die geniale Tricktechnik, ein Bäh für den einfallslosen Skript-Autor, der diesen intergalaktischen Mist verzapft hat. […] Wer damit beschäftigt ist, erschrocken zusammenzuzucken, denkt nicht darüber nach, wie hanebüchen und zusammengeklaut die Geschichte ist. Denn ‚Event Horizon‘ ist nichts weiter als ein schaler Science-fiction-Cocktail aus ‚haunted-house‘-Geschichte und ‚Alien‘ ohne Alien: Nicht ein übermächtiges Monster dezimiert die Rettungsmannschaft, die auf dem titelgebenden Riesenraumschiff nach Überlebenden sucht, sondern das Schiff selbst. Und das ist schon der originellste Twist dieses Sci-fi-Horror-Abenteuers. Der Rest sind Klischee-Dialoge (‚Wir müssen hier raus!‘ – ‚Ja!‘), viel Krachbumm (‚Bumm!‘), die bereits erwähnten Schocks und eine stattliche Menge state-of-the-art-Effekte, mit der die britische Firma Cinesite Europe beweist, daß gute Tricks nicht zwangsläufig auf den Hochleistungs-Rechnern von ILM oder Digital Domain entstehen müssen.“

„‚Event Horizon‘ ist wahrlich kein großer Wurf, doch er behauptet zu keinem Zeitpunkt, mehr zu sein, als er tatsächlich ist – oberflächlicher, auf Schockeffekte ausgelegter B-Horror. Wer mit dem Genre der Angst etwas anfangen kann und dessen wesentlichen Werke gesehen hat, kann demnach großen Spaß mit diesem Film haben: ‚Von welchem Film ist noch mal diese Blutwelle inspiriert?‘ Einige dümmliche Dialoge sorgen zusätzlich für einen vergnüglichen Trash-Faktor. Diese Beschreibung lässt jedoch auch erahnen, dass Zuschauer, die eher in anderen filmischen Gefilden zu Hause sind, kaum Gefallen an Paul W.S. Andersons einziger einigermaßen respektierten Arbeit finden werden.“

Aktuellere Kritiken (Stand: 2016) zu diesem Film zeigen allerdings, dass durchaus positive Meinungen vertreten sind: Revenant Publications bezeichnet ihn als „Most underrated Horror Movie“. Der Schriftsteller Stephen King bezeichnete den Film als „Weltraum-Gruselschocker im Lovecraft-Stil, mit einer Atmosphäre wie in der britischen Produktion Schock“. Die Handlung sei „unübersichtlich, aber die Bilder sind beeindruckend und der Film vermittelt ein authentisches Gespür für Schrecken, die zu groß sind, um sie über den eponymen Ereignishorizont hinaus verstehen zu können.“

## Auszeichnungen
- Pegasus-Publikumspreis des Brussels International Fantastic Film Festivals 1998 für Paul W. S. Anderson